# Eochaid IX Feidlech
Eochaid IX Feidlech („Solidny”) – legendarny zwierzchni król Irlandii z dynastii Milezjan (linia Eremona) w latach 26-14 p.n.e. Syn Finna, w szóstym stopniu potomka Enny III Aignecha („o Doskonałej Gościnności”), zwierzchniego króla Irlandii. Jest bardziej znany, jako ojciec Medb, legendarnej królowej Connachtu.
Objął, według średniowiecznych irlandzkich legend i historycznej tradycji, zwierzchni tron Irlandii w wyniku pokonania i zabicia swego poprzednika, Fachtny Fathacha, w bitwie pod Leitir Ruad na terenie Connachtu. Ten także był królem Ulsteru. Po jego śmierci kraina przeszła na brata stryjecznego, Fergusa I mac Leite. Saga Cath Leitrech Ruibhe podaje przebieg tej bitwy. Fachtna Fathach, będąc daleko od Tary, składał wizytę w Ulsterze. W tym czasie Eochaid z armią najechał Tarę, zabijając prowincjonalnych królów i biorąc zakładników. Kiedy wiadomości dotarły do Fachtny w Emain Macha, postanowił zmobilizować armię z mieszkańców Ulsteru i wydać bitwę w Leitir Ruad w Corann (na terenie ob. hrabstwa Sligo). Eochaid jednak pokonał go i zabił, ścinając mu głowę. Następnie pomaszerował do Tary, by objąć zwierzchni tron Irlandii.
Conchobar mac Nessa wziął za żony cztery córki Eochaida: Medb, Eithne, Mugain i Clothrę. Po pewnym czasie synowie, zwani Finemnas, postanowili obalić swego ojca w bitwie pod Druimm Criaich. Noc przed bitwą, ich siostra Clothra, przestraszona, że bracia zmarliby bezpotomnie, uwiodła wszystkich z nich. Następnego dnia bracia zostali zabici. Clothra, po dziewięciu miesiącach, urodziła syna, przyszłego arcykróla Lugaida Sriab nDerga. Inne źródła uważają, że ojcem dziecka był Bres. Eochaid panował nad Irlandią dwanaście lat, gdy zmarł z przyczyn naturalnych w Tarze. Został zastąpiony przez swego młodszego brata, Eochaida X Airema („Grabarza”). 

## Potomstwo
Eochaid miał z żoną Clothfinn, córką Eochaida Uchtlethana, dziewięcioro dzieci (sześć córek i trzech synów trojaczków, zwanych Finn z Eamhain):
- Medb, przyszła żona króla Ulsteru Conchobara mac Nessa, potem Oiliolla I Mora, króla Connachtu
- Eithne Aittnchaithrech, przyszła żona Conchobara mac Nessa, króla Ulsteru
- Eile, córka
- Deirdre, przyszła kochanka Aengusa z Tuatha Dé Danann
- Mugain, przyszła żona Conchobara mac Nessa, króla Ulsteru
- Clothra, przyszła żona Conchobara mac Nessa, króla Ulsteru,
- Bres Finemnas, miał z siostrą Clothrą syna:
  - Lugaid V Sriab nDerg, przyszły zwierzchni król Irlandii
- Lothar Finemnas
- Nar Finemnas